# Brookesia nasus
Brookesia nasus (лат.) — вид хамелеонов из рода брукезий, эндемик Мадагаскара.

## Описание

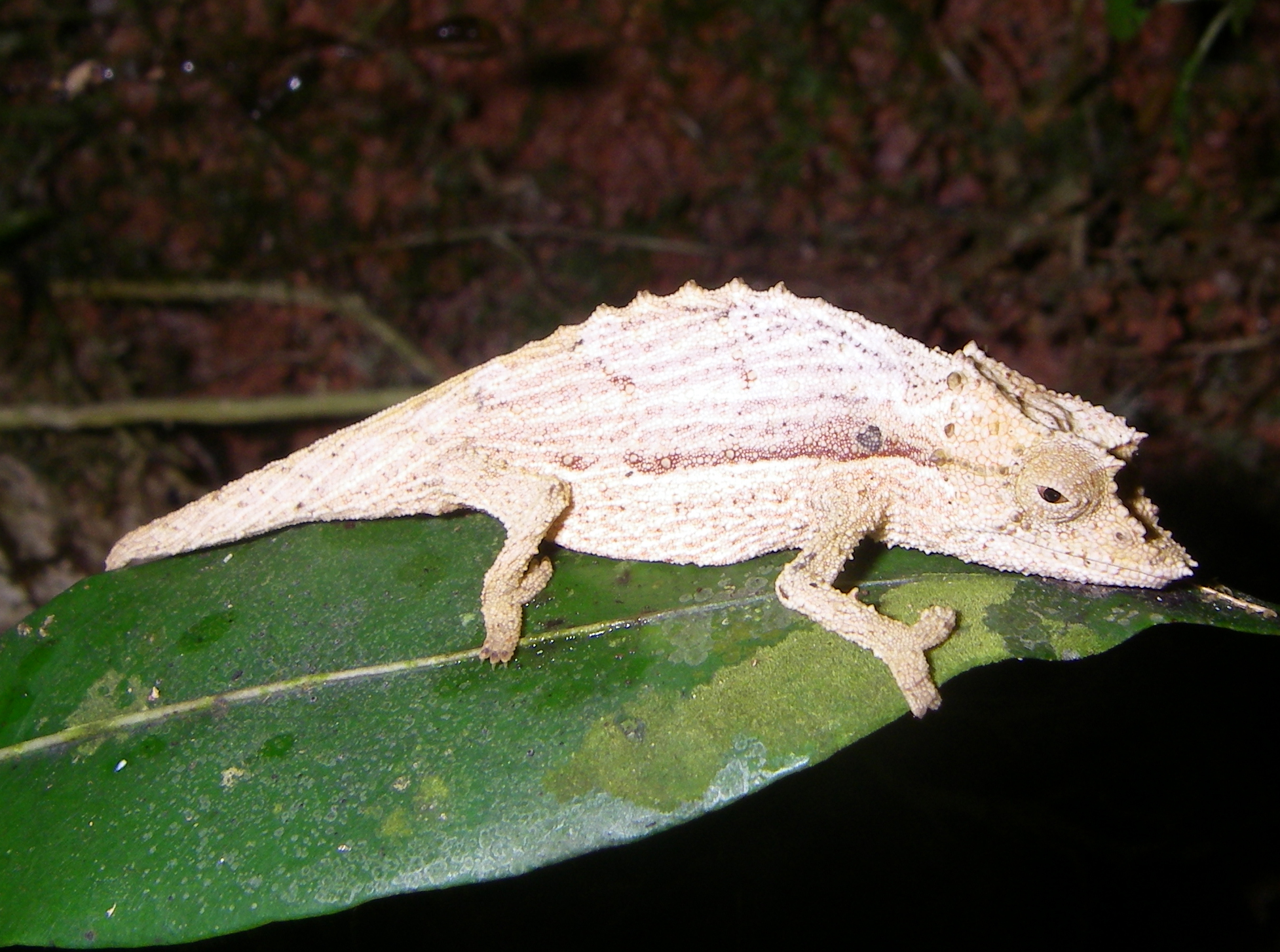
Brookesia nasus в национальном парке «Ранумафана».

Brookesia nasus — небольшие хамелеоны, в длину достигают 5—6 см, вес 1,2—1,6 г. Имеют тёмно-коричневую окраску с коричневыми полосами по бокам, спина круглая, тело сплющено с боков (мимикрия под древесный лист), морда удлинённая. Хвост — нецепляющийся.

## Ареал и местообитание
Встречается только на юго-востоке Мадагаскара. Ведёт ночной древесный образ жизни.

## Синонимы
- Brookesia nasus nasus — Boulenger, 1887
- Brookesia nasus — Boulenger, 1887: 475
- Evoluticauda nasus — Angel, 1942: 178
- Brookesia betsileana — AHL, 1927
- Brookesia nasus — Glaw & Vences, 1994: 235
- Brookesia nasus — Necas, 1999: 277
- Brookesia nasus — Townsend et al., 2009
- Brookesia nasus pauliani
- Brookesia nasus pauliani — Brygoo, Blanc & Domergue, 1972
- Brookesia nasus pauliani — Glaw & Vences, 1994: 235

## Подвиды
- Brookesia nasus nasus — Boulenger, 1887
- Brookesia nasus pauliani — Brygoo, Blanc & Domergue, 1972